# ザカリー・テイラー
ザカリー・テイラー（英: Zachary Taylor, 1784年11月24日 - 1850年7月9日）は、アメリカ合衆国の軍人、政治家、第12代大統領。
在職中に死去した2人目の大統領であるほか、在任中に死亡した歴代大統領8人のうち、20で割り切れない年に選出された（いわゆるテクムセの呪いとは関係なく死去した）唯一の大統領でもある。当初は政治に無関心であったが、1848年にホイッグ党から大統領選に出馬し、ルイス・カスを破って大統領に当選した。また、在職中に奴隷を所有した最後の大統領でもあり、大統領選に勝利した最後のホイッグ党員となった。
テイラーは「オールド・ラフ・アンド・レディ」（老暴れん坊）として知られており、陸軍での40年の経歴を持つ。米英戦争、ブラック・ホーク戦争、第二次セミノール戦争、米墨戦争に従軍した。大統領としてテイラーは奴隷制度の問題に対して穏健な姿勢を取り、政治は議会に任せ、自分は法を実施すればよいという姿勢を示したことで、南部からの反感を買った。ニューメキシコとカリフォルニアの移民に州としての憲法を起草するよう訴えた。そして、1850年協定の成立の準備を行った。テイラーは就任からちょうど16か月目に死去し、史上3番目に在任が短い大統領となった。その死因は胃腸炎だと考えられる。テイラーの後には、副大統領のミラード・フィルモアが大統領に昇格した。

## 生い立ち
ザカリー・テイラーは1784年11月24日にバージニア州オレンジ郡の農場で、農園主のリチャード・テイラーとサラ・ストローザー夫妻の間に生まれる。9人兄弟の3人の息子の中で末っ子であった。父親のリチャードはアメリカ独立戦争時にジョージ・ワシントンと共に戦った。テイラーはメイフラワー誓約に署名したピルグリム・ファーザーズの1人、ウィリアム・ブリュースターの子孫であった。テイラーはまた、第4代大統領のジェームズ・マディソンのまた従兄弟であり、フランクリン・ルーズベルトとロバート・E・リーが血縁関係にあった。ジェファーソン・デイヴィスは義理の息子になる。幼少期はケンタッキー州ルイビルの辺境地で丸太小屋に暮らし、家族が増えるにつれてレンガ造りの家で暮らすようになった。テイラーは7人の兄弟と共に暮らし、父親は1800年までに10,000エーカー (40 km2) の土地と26名の奴隷を所有した。ケンタッキーの辺境地には学校が存在せず、テイラーは父親と時々雇われた家庭教師から基礎的な教育しか受けなかった。テイラーは学業に優れなかったと伝えられ、テイラーの筆跡、スペル、および文法は「生涯粗雑で土臭い」ものだったとされる。テイラーは成長すると、軍に加わると決心した。

## 軍歴

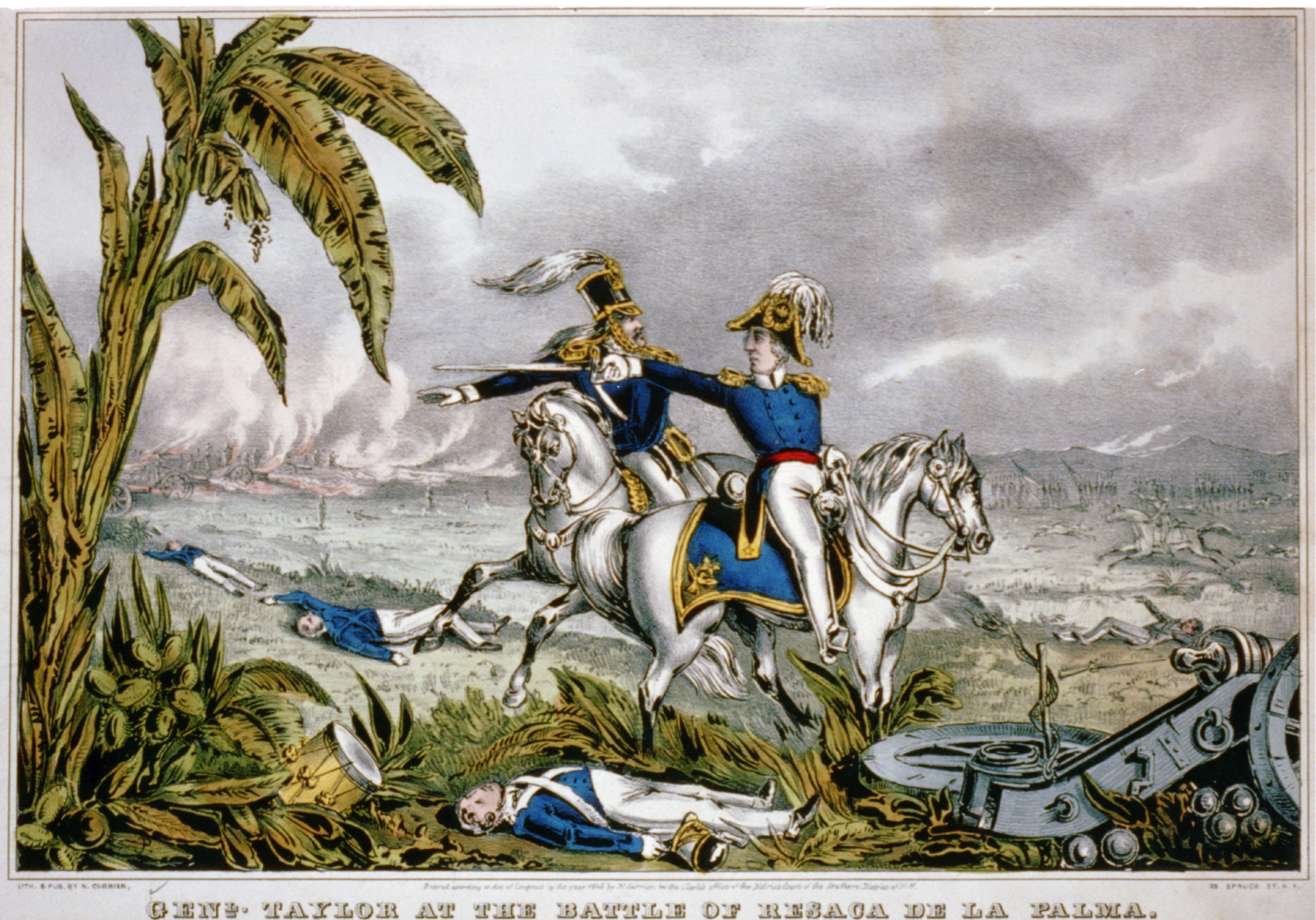
レサカ・デ・ラ・パルマの戦いでのテイラー

1808年5月3日、テイラーは陸軍に入隊した。いとこであるジェームズ・マディソンから第7歩兵連隊の中尉に任官された。テイラーはインディアナ準州に配属され、1810年11月には大尉に昇進した。フォート・ノックスの司令官が逃亡してテイラーはその後任となり、1814年まで指揮を行った。
米英戦争でテイラーはフォート・ハリソンを指揮し、テクムセ指揮するショーニー族と戦った。テイラーはこの戦いの功績で戦時少佐に昇進し、ワイルドキャット・クリークの戦いの間、第7連隊を指揮した。
1808年に中尉としての任務から始まり、米英戦争（1812年 - 1815年）、ブラック・ホーク戦争（1832年）および第二次セミノール戦争（1835年 - 1842年）と相次いで戦った。これらの戦争でテイラーはインディアンを次々と「虐殺する」という戦功を上げ、その都度昇進を重ねた。
ジェームズ・ポーク大統領は、1846年にリオグランデ砦へテイラーを派遣した。メキシコ軍がテイラーの軍勢を攻撃した時、テイラーは4対1と数で圧倒されていたにもかかわらず、メキシコ軍を破った。ポークはメキシコに対して宣戦布告した。宣戦布告と同時にテイラーはリオ・グランデ川を渡り、緒戦でメキシコ軍に勝利した後も大統領令を無視して、メキシコ領奥深くへ進撃。メキシコ軍の主力を降して、凱旋した。

## 大統領職
米墨戦争の英雄として、ホイッグ党の誘いで大統領に立候補する。政治的な野心はなく、大統領選挙人名簿にも登録せず自らに投票さえしなかった。
戦後、メキシコから奪還したカリフォルニア州でゴールドラッシュがおき人口が増加したため、カリフォルニアを奴隷制度のない自由州としての州への昇格を望んだ。これに対し、南部奴隷州は当時の連邦議会における「奴隷州」と「自由州」のバランス15:15の比率が破られることを恐れ、反対した。これに対しテイラーは、仮に南部が反乱を起こした場合は武力鎮圧も辞さずという姿勢で応じた。これは後に、南北戦争の伏線ともなった。
外交面では国務長官ジョン・ミドルトン・クレイトンが商業のグローバル化を主張し、特に東アジア地域との交易に関心を示した。テイラー政権下でクレイトンは中央アメリカをめぐる米英間の対立を解消するため、イギリス公使ヘンリー・ブルワー卿と協議を行い、1850年、イギリスとの間でパナマ地峡地帯の中立をうたったクレイトン・ブルワー条約を締結し、米英両国が将来パナマ運河を取得したり、独占管理権を持たないことを宣言した。
1850年7月4日、ワシントン・モニュメントでの式典参加後に、テイラーは病気になった。当日は猛暑で、テイラーはキュウリ（さくらんぼとの説もあり）と牛乳を摂りすぎて体調を崩した。
発病から5日後となる7月9日朝、テイラーは妻のマーガレットに次のように語って慰めた。
私は常に義務を果たし、死ぬ準備ができている。私の唯一の後悔は友達のもとを去ることだ。
テイラーはその日の午後10時35分ごろに重度の消化不良で亡くなった。大統領就任の16か月後であった。彼はケンタッキー州ルイビルに埋葬された。
当初、その死については砒素による毒殺説が根強く、もしもこれが事実であれば、テイラーはエイブラハム・リンカーンに先んじること15年、アメリカ史上初の暗殺された大統領となるところであったが、遥か後年、1991年に至り遺体の学術調査が行なわれた結果、コレラ説が有力となり、その可能性は否定された。

## 内閣

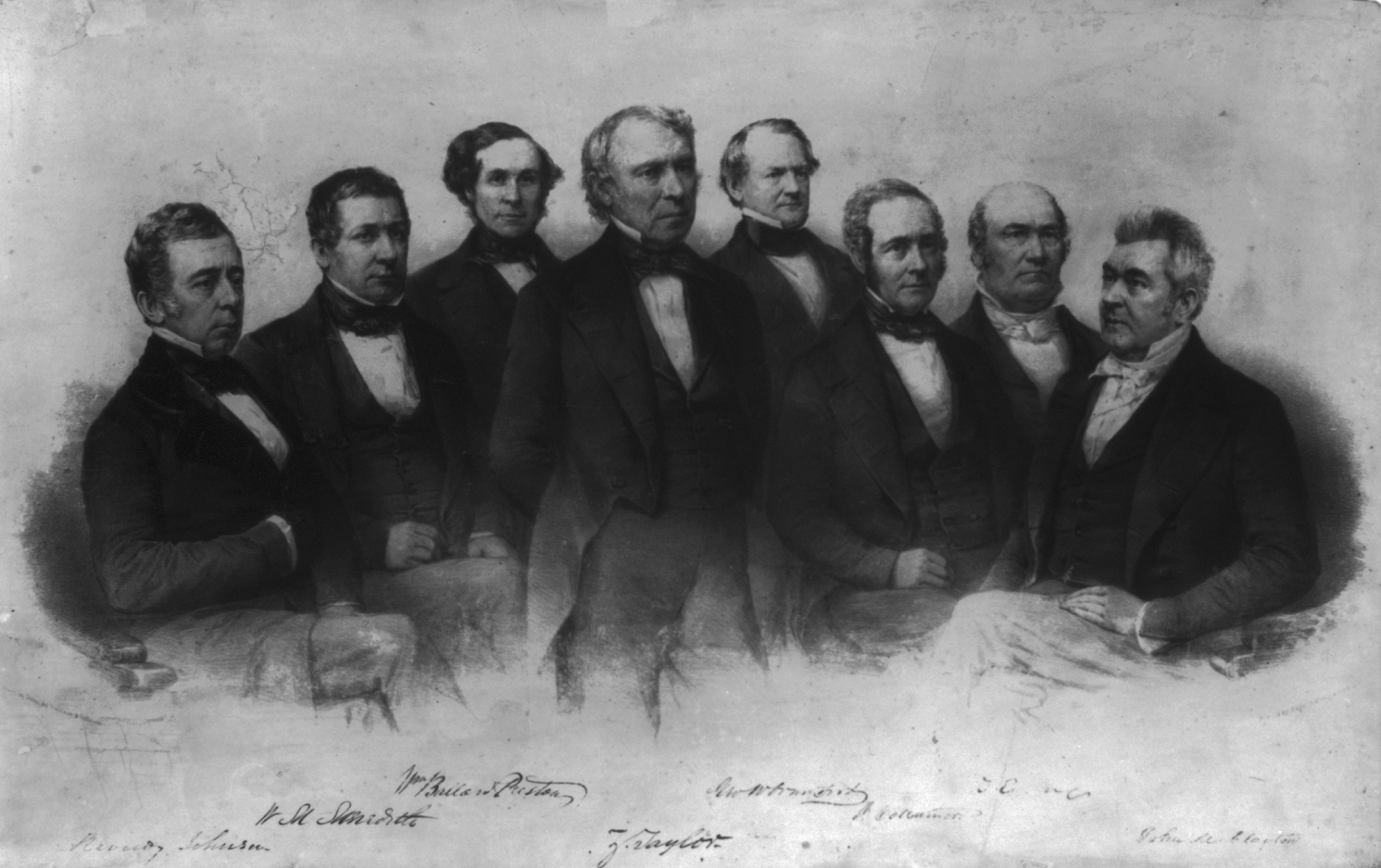
テイラー大統領とその閣僚

| 職名     | 氏名                                 | 任期            |
| -------- | ------------------------------------ | --------------- |
| 大統領   | ザカリー・テイラー                   | 1849年 - 1850年 |
| 副大統領 | ミラード・フィルモア                 | 1849年 - 1850年 |
| 国務長官 | ジョン・ミドルトン・クレイトン       | 1849年 - 1850年 |
| 財務長官 | ウィリアム・メレディス               | 1849年 - 1850年 |
| 陸軍長官 | ジョージ・ウォーカー・クロウフォード | 1849年 - 1850年 |
| 司法長官 | リヴァーディ・ジョンソン             | 1849年 - 1850年 |
| 郵政長官 | ジェイコブ・コラマー                 | 1849年 - 1850年 |
| 海軍長官 | ウィリアム・プレストン               | 1849年 - 1850年 |
| 内務長官 | トマス・ユーイング                   | 1849年 - 1850年 |

## トリビア
軍人出身初の大統領である。また、ミシシッピ以西を代表した初の大統領でもある。生まれはバージニア州だが、政治的にはルイジアナ州から選出された。彼以来南部から自ら出馬し当選する大統領は、ジミー・カーターまで現れなかった。
気分が悪くなると、芝生に繋いでいる愛馬ホイットニー号にまたがって一走りして気分を鎮めた。胴長、短足だったのでいつも馬に乗る時は人に押し上げてもらっていた。
先述したように、南部の分離には断固反対しており、「どこへでも自ら軍を率いて鎮圧する」とまで断言していた大統領だったが、末っ子で一人息子のリチャードは南北戦争では南軍の将軍として参加した。
第4代大統領ジェームズ・マディソンの妻、ドリー・マディソン（第4代アメリカ合衆国のファーストレディ、1849年7月12日死去）の葬儀において、テイラーは「彼女は永遠に記憶に残ることでしょう。なぜならば、彼女は半世紀にわたり、まさに私達にとって第一級の女性（First Lady）であったからです」と最大級の賛辞を述べた。これがファーストレディと最初に呼ばれた例として言い伝えられている。
マーガレット・スミス夫人は夫と共に任地を転々としてきたため、静かな生活を夢み、メキシコ戦争の際に、夫が無事に帰還したら社交界には二度と出まいと願をかけた。大統領夫人になってもそれを貫いて公式の場に出席することを拒んだ。その代わり一番若い娘のメアリーが代役を務めた。「大統領選挙中、妻は毎晩負けることを祈っていた」とテイラーは支持者に打ち明けていた。夫人は「夫が勝つことがあれば、寿命を縮める」と言っていたが、不幸にしてこの予言は的中した。
身長は5フィート8インチ（約173cm）だった。

## 「1日限りのアメリカ合衆国大統領」の出現

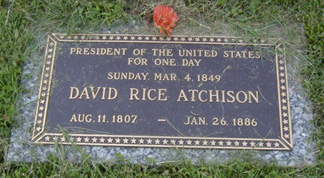
ミズーリ州プラッツバーグにあるデイヴィッド・ライス・アッチソンの墓石。「1日限りのアメリカ合衆国大統領」とある。

テイラーは宗教的な信条を理由に、日曜日に宣誓するのを断り、1849年3月5日（月曜日）に就任宣誓式を行った。これが空白をもたらしたことから、デイヴィッド・ライス・アッチソン上院仮議長が大統領代理になった。第11代大統領ジェームズ・ポークの任期は、4日（日曜日）の正午に満了した。また、副大統領のジョージ・ダラスは2日に上院議長を辞任し、アッチソンが上院仮議長に選ばれ、5日に再度アッチソンが上院仮議長に選ばれた。合衆国憲法の「正副大統領が執務できない場合には上院仮議長がその職務を行う」との規定により、アッチソンが大統領だった、という訳である。墓石には、アッチソンが1日限りの大統領であったと刻まれている。
しかし、上院仮議長としてのアッチソンの任期満了日が3月3日であったとすると、その主張はどうやら疑わしい。実際、アッチソンも大統領就任の宣誓をしていないのであるから、単にテイラーが宣誓しなかったからといって、アッチソンを大統領とすることは筋が通らないとする向きもある。